# Rapti Bobani (Republika Serbska)
Rapti Bobani (cyr. Рапти Бобани) – wieś w Bośni i Hercegowinie, w Republice Serbskiej, w mieście Trebinje. W 2013 roku liczyła 4 mieszkańców.